# Markus Sint
Markus Sint (* 23. Februar 1974 in Lienz oder Kartitsch) ist ein österreichischer Politiker der Liste Fritz Dinkhauser (FRITZ). Seit März 2018 ist er Abgeordneter zum Tiroler Landtag.

## Leben
Markus Sint besuchte nach der Volksschule in Kartitsch das Gymnasium der Franziskaner in Hall in Tirol, wo er 1992 maturierte. Nach der Ableistung des Präsenzdienstes begann er ein Studium der Politikwissenschaft und der Geschichte an der Universität Innsbruck, das er 1998 als Magister mit einer Diplomarbeit zum Thema Okkult-rassistisches Gedankengut in modernen Bewegungen: Anthroposophie, Esoterik, Neue Akropolis abschloss. 1998/99 absolvierte er einen Grundkurs im ORF, wo er bis 2008 als Journalist tätig war.
2008 absolvierte er am WIFI Innsbruck einen Lehrgang für PR-Berater und wechselte als Leiter der Presse- und Öffentlichkeitsarbeit zur neu gegründeten Liste Fritz Dinkhauser. In Götzens ist er für die Liste Götzens bewegen Mitglied des Gemeinderates. Am 28. März 2018 wurde er in der konstituierenden Landtagssitzung der XVII. Gesetzgebungsperiode als Abgeordneter zum Tiroler Landtag angelobt.
Im Herbst 2018 übergab Markus Sint seine Aufgaben als Pressesprecher der Liste Fritz an Julian Zanon.
Sint fungiert als Stellvertreter von Liste-Fritz-Obfrau Andrea Haselwanter-Schneider. Mit 1. Februar 2022 folgte er ihr als Klubobmann nach. Bei der Landtagswahl 2022 kandidiert er hinter Spitzenkandidatin Haselwanter-Schneider als Listenzweiter der Liste Fritz.